# Hostert (Niederanven)
Hostert (Luxemburgs: Hueschtert) is een plaats in de gemeente Niederanven en het kanton Luxemburg in Luxemburg.
Hostert telt 358 inwoners (2001).

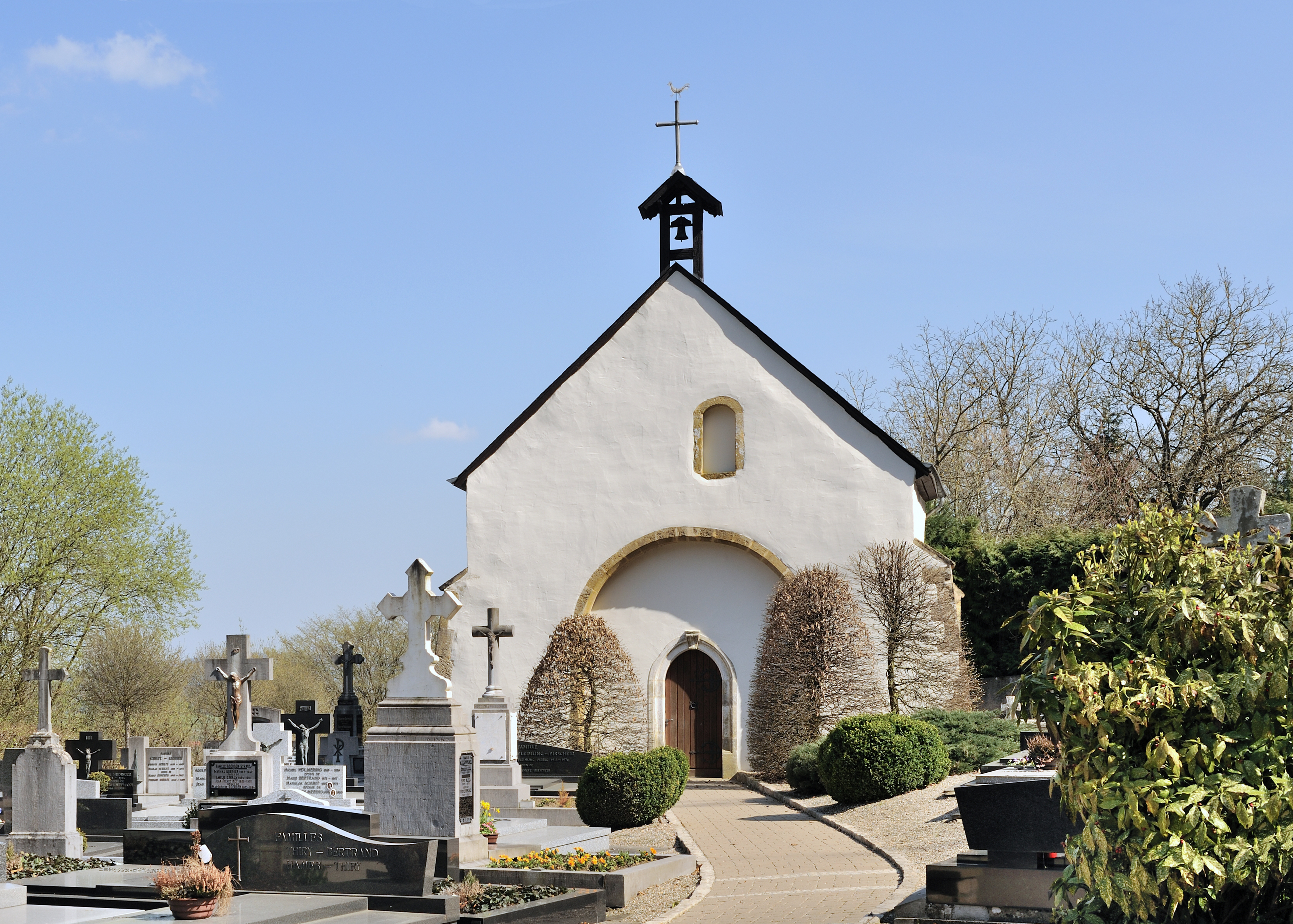
Kapel op de begraafplaats van Hostert (architect Antoine Hartmann)
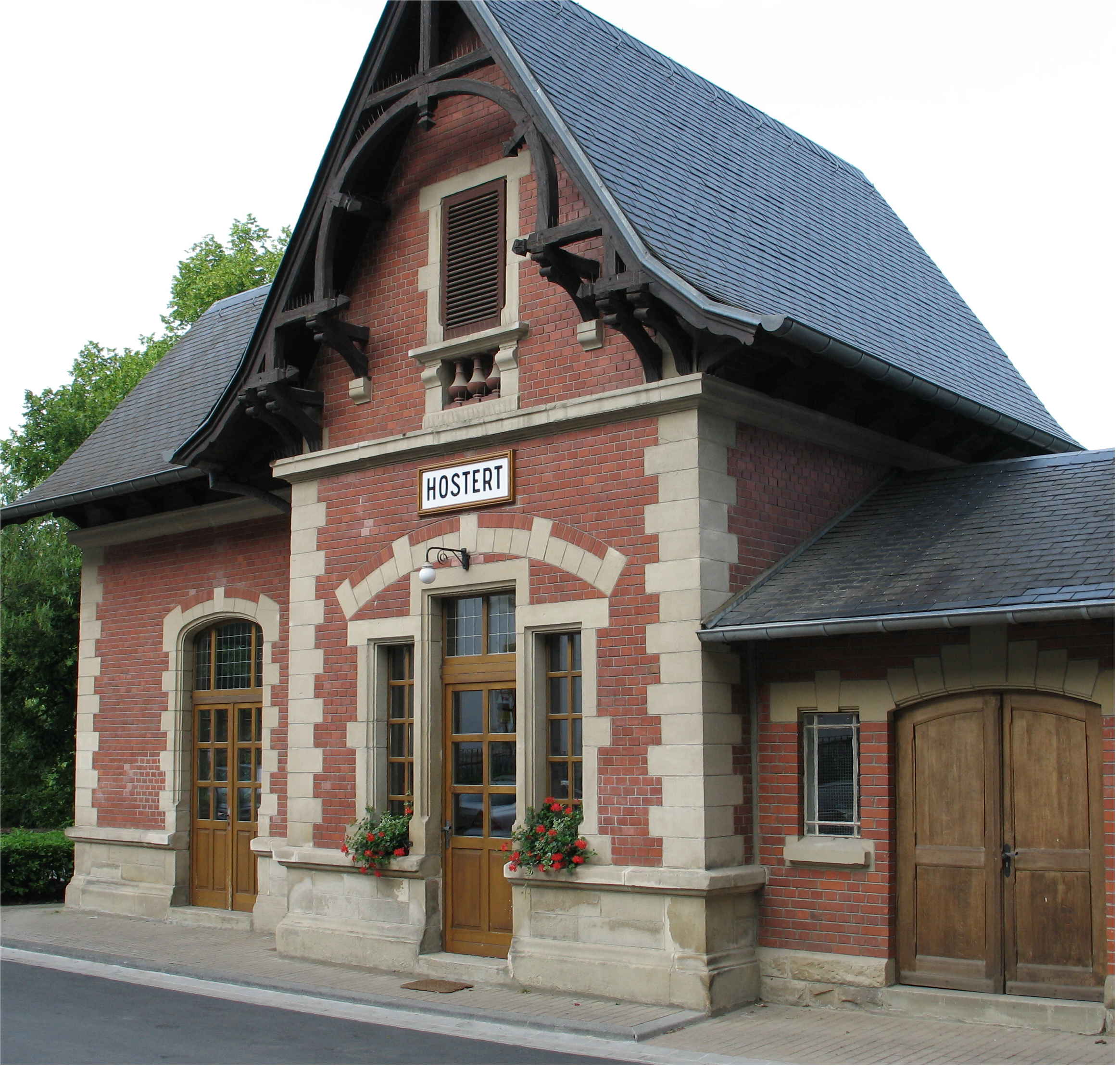
Station van Hostert